# Tjeckien i olympiska vinterspelen 2010
Tjeckien deltog i olympiska vinterspelen 2010. Tjeckiens trupp består av 92 idrottare, 70 män och 22 kvinnor.

## Medaljer

### Guld
- Hastighetsåkning på skridskor
  - 3 000 m damer: Martina Sáblíková
  - 5 000 m damer: Martina Sáblíková

### Brons
- Längdskidåkning
  - 15 km fristil herrar: Lukáš Bauer
  - 4 x 5 km stafett herrar: Martin Jakš, Lukáš Bauer, Jiří Magál och Martin Koukal
- Hastighetsåkning på skridskor
  - 1 500 m damer: Martina Sáblíková
- Alpin skidåkning
  - Damernas slalom: Šárka Strachová